# Júlides
Els júlides (Julida) són un ordre de diplòpodes quilognats del superordre Juliformia. Són milpeus majoritàriament petits i cilíndrics, normalment oscil·len entre els 10-120 mil·límetres de longitud. Els ulls poden estar presents o absents i, en mascles madurs de moltes espècies, el primer parell de potes es modifica en estructures semblants a un ganxo. A més, els dos parells de potes del 7è segment corporal dels mascles es modifiquen en gonòpodes (apèndixs copuladors).

## Distribució
Els júlides contenen predominantment espècies temperades que es distribueixen per Europe, Àsia al nord de Himàlaia, Aràbia Saudita i el Sud-est asiàtic, i d'Amèrica del Nord fins a Panamà.

## Taxonomia

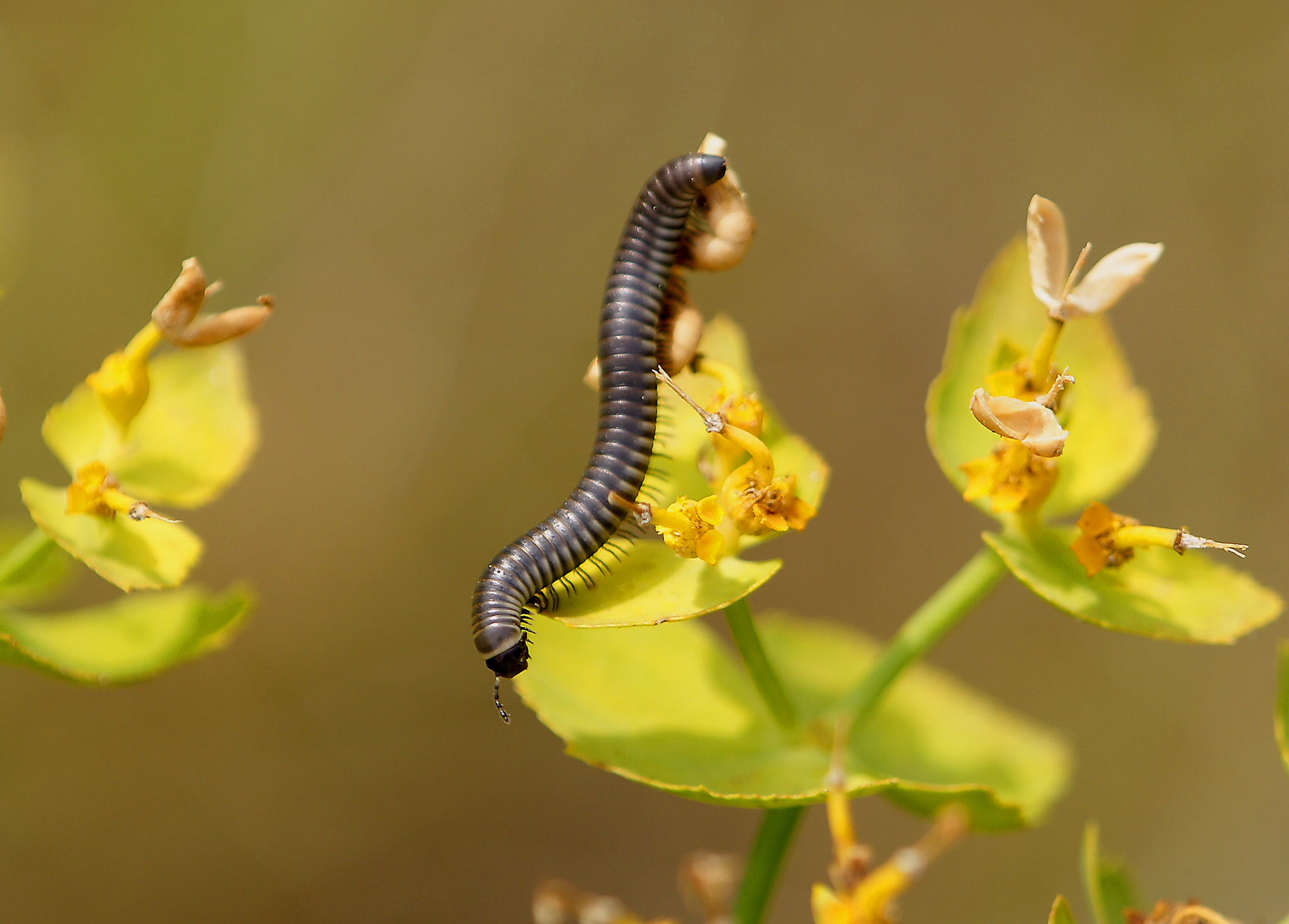
Ommatoiulus rutilans una espècie molt corrent als Països Catalans.

L'ordre Julida inclou aproximadament 750 espècies, repartides en les següents superfamílies i famílies:
Superfamília Blaniuloidea C. L. Koch, 1847
- Família Blaniulidae C. L. Koch, 1847
- Família Galliobatidae Brolemann, 1921
- Família Okeanobatidae Verhoeff, 1942
- Família Zosteractinidae Loomis, 1943

Superfamília Juloidea Leach, 1814
- Família Julidae Leach, 18147
- Família Rhopaloiulidae Attems, 1926
- Família Trichoblaniulidae Verhoeff, 1911
- Família Trichonemasomatidae Enghoff, 1991

Superfamília Nemasomatoidea Bollman, 1893
- Família Chelojulidae Enghoff, 1991
- Família Nemasomatidae Bollman, 1893
- Família Pseudonemasomatidae Enghoff, 1991
- Família Telsonemasomatidae Enghoff, 1991

Superfamília Paeromopodoidea Cook, 1895
- Família Aprosphylosomatidae Hoffman, 1961
- Família Paeromopodidae Cook, 1895

Superfamília Parajuloidea Bollman, 1893
- Família Mongoliulidae Pocock, 1903
- Família Parajulidae Bollman, 1893